# Weltmeisterschaften im Gewichtheben 1979
Die 53. Weltmeisterschaften im Gewichtheben der Männer fanden vom 3. bis 11. November 1979 in der griechischen Stadt Thessaloniki statt. An den von der International Weightlifting Federation (IWF) im Zweikampf (Reißen und Stoßen) ausgetragenen Wettkämpfen nahmen 189 Gewichtheber aus 39 Nationen teil.

## Medaillengewinner

### Männer

#### Klasse bis 52 Kilogramm
| Disziplin | Gold                | Gold     | Silber                           | Silber   | Bronze            | Bronze   |
| --------- | ------------------- | -------- | -------------------------------- | -------- | ----------------- | -------- |
| Reißen    | Wu Shude            | 110,0 kg | Alexander Woronin                | 110,0 kg | Cai Juncheng      | 107,5 kg |
| Stoßen    | Kanybek Osmonaliyev | 137,5 kg | Ferenc Hornyák                   | 135,0 kg | Alexander Woronin | 132,5 kg |
| Zweikampf | Kanybek Osmonaliyev | 242,5 kg | Ferenc Hornyák Alexander Woronin | 242,5 kg |                   |          |

#### Klasse bis 56 Kilogramm
| Disziplin | Gold                 | Gold     | Silber               | Silber   | Bronze             | Bronze   |
| --------- | -------------------- | -------- | -------------------- | -------- | ------------------ | -------- |
| Reißen    | Tadeusz Dembończyk   | 117,5 kg | Anton Kodschabaschew | 117,5 kg | Daniel Núñez       | 115,0 kg |
| Stoßen    | Viktor Veretennikov  | 150,0 kg | Anton Kodschabaschew | 150,0 kg | Andreas Letz       | 147,5 kg |
| Zweikampf | Anton Kodschabaschew | 267,5 kg | Viktor Veretennikov  | 262,5 kg | Tadeusz Dembończyk | 260,0 kg |

#### Klasse bis 60 Kilogramm
| Disziplin | Gold          | Gold     | Silber             | Silber   | Bronze        | Bronze   |
| --------- | ------------- | -------- | ------------------ | -------- | ------------- | -------- |
| Reißen    | Marek Seweryn | 127,5 kg | Nikolai Kolesnikow | 125,0 kg | Zhang Zhifang | 125,0 kg |
| Stoßen    | Marek Seweryn | 155,0 kg | Georgi Todorow     | 155,0 kg | Setsuya Goto  | 150,0 kg |
| Zweikampf | Marek Seweryn | 282,5 kg | Georgi Todorow     | 275,0 kg | Setsuya Goto  | 270,0 kg |

#### Klasse bis 67,5 Kilogramm
| Disziplin | Gold         | Gold     | Silber       | Silber   | Bronze       | Bronze   |
| --------- | ------------ | -------- | ------------ | -------- | ------------ | -------- |
| Reißen    | Janko Russew | 145,0 kg | Joachim Kunz | 145,0 kg | Daniel Senet | 142,5 kg |
| Stoßen    | Janko Russew | 187,5 kg | Joachim Kunz | 180,0 kg | Yao Jingyuan | 172,5 kg |
| Zweikampf | Janko Russew | 332,5 kg | Joachim Kunz | 325,0 kg | Daniel Senet | 312,5 kg |

#### Klasse bis 75 Kilogramm
| Disziplin | Gold            | Gold     | Silber           | Silber   | Bronze        | Bronze   |
| --------- | --------------- | -------- | ---------------- | -------- | ------------- | -------- |
| Reißen    | Roberto Urrutia | 155,0 kg | Nedeltscho Kolew | 155,0 kg | Jordan Mitkow | 150,0 kg |
| Stoßen    | Roberto Urrutia | 190,0 kg | Peter Wenzel     | 190,0 kg | Jürgen Negwer | 187,5 kg |
| Zweikampf | Roberto Urrutia | 345,0 kg | Nedeltscho Kolew | 342,5 kg | Peter Wenzel  | 337,5 kg |

#### Klasse bis 82,5 Kilogramm
| Disziplin | Gold            | Gold     | Silber         | Silber   | Bronze           | Bronze   |
| --------- | --------------- | -------- | -------------- | -------- | ---------------- | -------- |
| Reißen    | Jurik Wardanjan | 170,0 kg | Blagoj Blagoew | 170,0 kg | Bertalan Mandzák | 155,0 kg |
| Stoßen    | Jurik Wardanjan | 200,0 kg | András Stark   | 195,0 kg | Norbert Bergmann | 195,0 kg |
| Zweikampf | Jurik Wardanjan | 370,0 kg | Blagoj Blagoew | 362,5 kg | Dušan Poliačik   | 350,0 kg |

#### Klasse bis 90 Kilogramm
| Disziplin | Gold             | Gold     | Silber           | Silber   | Bronze      | Bronze   |
| --------- | ---------------- | -------- | ---------------- | -------- | ----------- | -------- |
| Reißen    | Gennadi Bessonow | 170,0 kg | Rolf Milser      | 165,0 kg | Witold Walo | 160,0 kg |
| Stoßen    | Rolf Milser      | 212,5 kg | Gennadi Bessonow | 210,0 kg | Witold Walo | 202,5 kg |
| Zweikampf | Gennadi Bessonow | 380,0 kg | Rolf Milser      | 377,5 kg | Witold Walo | 362,5 kg |

#### Klasse bis 100 Kilogramm
| Disziplin | Gold             | Gold     | Silber           | Silber   | Bronze            | Bronze   |
| --------- | ---------------- | -------- | ---------------- | -------- | ----------------- | -------- |
| Reißen    | János Sólyomvári | 175,0 kg | Ota Zaremba      | 172,5 kg | Plamen Asparuchow | 167,5 kg |
| Stoßen    | Pawel Syrtschin  | 217,5 kg | Anton Baraniak   | 210,0 kg | János Sólyomvári  | 210,0 kg |
| Zweikampf | Pawel Syrtschin  | 385,0 kg | János Sólyomvári | 385,0 kg | Alberto Blanco    | 372,5 kg |

#### Klasse bis 110 Kilogramm
| Disziplin | Gold            | Gold     | Silber            | Silber   | Bronze            | Bronze   |
| --------- | --------------- | -------- | ----------------- | -------- | ----------------- | -------- |
| Reißen    | Sergei Arakelow | 185,0 kg | Leanid Taranenka  | 182,5 kg | Walentin Christow | 177,5 kg |
| Stoßen    | Sergei Arakelow | 225,0 kg | Walentin Christow | 225,0 kg | Leif Nilsson      | 220,0 kg |
| Zweikampf | Sergei Arakelow | 410,0 kg | Walentin Christow | 402,5 kg | Leanid Taranenka  | 402,5 kg |

#### Klasse über 110 Kilogramm
| Disziplin | Gold             | Gold     | Silber        | Silber   | Bronze          | Bronze   |
| --------- | ---------------- | -------- | ------------- | -------- | --------------- | -------- |
| Reißen    | Sultan Rachmanow | 192,5 kg | Jürgen Heuser | 187,5 kg | Rudolf Strejček | 185,0 kg |
| Stoßen    | Sultan Rachmanow | 237,5 kg | Jürgen Heuser | 232,5 kg | Gerd Bonk       | 230,0 kg |
| Zweikampf | Sultan Rachmanow | 430,0 kg | Jürgen Heuser | 420,0 kg | Gerd Bonk       | 412,5 kg |